# Wiki

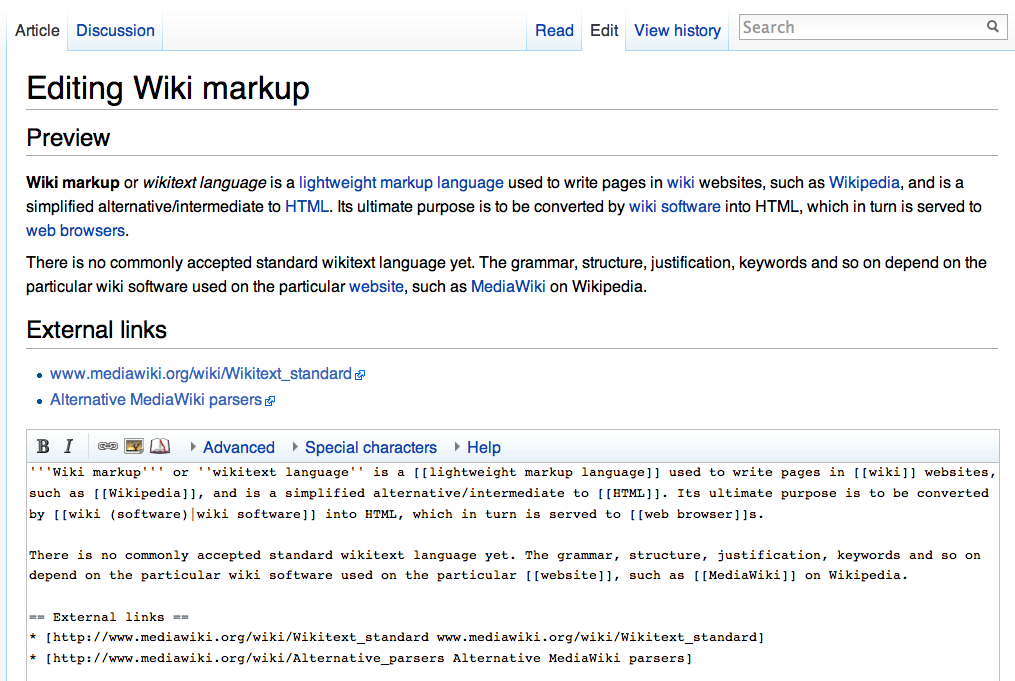
Tela de edição mostrando a linguagem de marcação wikitexto

Em informática, wiki ([ˈwiki], do havaiano "super veloz") é um sistema de gestão de conteúdo e também uma linguagem de marcação utilizada em websites que contém hipertexto e hiperligações que trabalham com o software wiki, no qual vários usuários modificam/editam colaborativamente ao mesmo tempo o seu conteúdo e/ou a estrutura do wiki diretamente usando um navegador web, com a ajuda de um editor de texto enriquecido.
O software wiki, é um tipo de sistema de gestão de conteúdo, mas diverge da maioria dos outros tais sistemas quanto a autoria, inclusive software de blog, em que o conteúdo é criado sem qualquer dono ou líder definido.
Wikis possuem pouca estrutura inerente, que permite a estrutura ser melhorada de acordo com as necessidades dos utilizadores. Há dezenas de diferentes softwares de wiki em uso, tanto autônomos quanto partes de outros softwares, como sistemas de rastreio de bugs. Alguns softwares de wiki são de código aberto, enquanto outros são proprietários. Alguns permitem controlo sobre diferentes funções (níveis de acesso); por exemplo, direitos de edição podem permitir alteração, adição ou remoção de material. Outros podem permitir acesso sem forçar controlo de acesso. Outras regras podem ser impostas para organizar conteúdo.
A enciclopédia Wikipédia não é um único wiki, esta é uma união de centenas de wikis — cada um pertence a uma língua específica. Além da Wikipédia, há milhares de outros wikis em uso, tanto públicos quanto privados, inclusive wikis a funcionar como recursos de gestão do conhecimento, ferramenta de notas, websites de comunidade e intranets. A Wikipédia em língua inglesa possui a maior coleção de artigos; em setembro de 2016, possuía mais de cinco milhões de artigos. Ward Cunningham, o desenvolvedor do primeiro software wiki, WikiWikiWeb, descreveu-o originalmente como «a base de dados online mais simples que poderia possivelmente funcionar». "Wiki" (pronunciado [ˈwiki]) é uma palavra havaiana que significa "rápido". O projeto de enciclopédia online Wikipédia é o website baseado em wiki mais popular e é um dos sites mais amplamente vistos no mundo, tendo sido colocado no “top dez” desde 2007.

## Etimologia
O termo "wiki" na língua havaiana significa "super veloz", devido a velocidade de criação e atualização das páginas, uma das características que define a tecnologia colaborativa wiki.

## Principais características
Um Web Wiki permite que os documentos sejam editados colectivamente com uma linguagem de marcação muito simples e eficaz, por meio da utilização de um navegador web. Dado que a grande maioria dos wikis é baseada na web, o termo wiki é normalmente suficiente. Uma única página em um wiki é referida como uma "única página", enquanto o conjunto total de páginas, que estão altamente interligadas, chama-se 'o wiki'.
Uma das características definitivas da tecnologia wiki é a facilidade com que as páginas são criadas e alteradas – geralmente não existe qualquer revisão antes de as modificações serem aceitas, e a maioria dos wikis são abertos a todo o público ou pelo menos a todas as pessoas que têm acesso ao servidor wiki. Nem o registro de usuários é obrigatório em todos os wikis.[carece de fontes?]

### Coletividade
O que faz o "wiki" tão diferente dos outros sítios da Internet é certamente o fato de poder ser editado pelos usuários que por ele navegam. Por exemplo, esta parte do artigo foi adicionada anos após a criação do próprio, e, com certeza, não será a última edição; ela será modificada por usuários e visitantes ao longo do tempo. É possível corrigir erros, complementar ideias e inserir novas informações. Assim, o conteúdo de um artigo atualiza-se graças à coletividade. Os problemas que se podem encontrar em wikis são artigos feitos por pessoas que nem sempre são especialistas no assunto, ou até alguns atos de vandalismo, substituindo o conteúdo do artigo. Porém, o intuito é, justamente, que a página acabe por ser editada por alguém com mais conhecimentos. Está fortemente relacionado com o conceito de crowdsourcing.[carece de fontes?]
Alternativamente existem alguns wikis utilizadas como wikis pessoais.

## Página e edição
Em wikis tradicionais, existem 3 (três) representações para cada página: o código HTML, a página resultante do código da sua edição pelo web browser, e o código-editado em HTML que o servidor produziu.[carece de fontes?]
O raciocínio por trás desse design é que o HTML, com sua enorme biblioteca de tags, dificulta uma edição mais rápida. Ele, às vezes, não pode usar toda a sua funcionalidade, como JavaScript e folhas de estilo, por causa da consistência da linguagem.[carece de fontes?]
| Sintaxe Mediawiki | HTML | Edição de saída |
| --- | --- | --- |
| "''Doutor''? Sem outro título? Um ''sábio''? É justa a autoridade civil?" "Porque, certamente," replica Harddriveing, amigavelmente. "Todos nós sábios sabemos mais ou menos." | <p> "<i>Doutor</i>? Sem outro título? Um <i>sábio</i>? É justa a autoridade civil?" </p> <p> "Porque, certamente," replica Harddriveing, amigavelmente. "Todos nós sábios sabemos mais ou menos." </p> | "Doutor? Sem outro título? Um sábio? É justa a autoridade civil?" "Porque, certamente," replica Harddriveing, amigavelmente. "Todos nós sábios sabemos mais ou menos." |

Alguns mecanismos de edição wiki mais recentes usam um método diferente: suportam a edição "WYSIWYG" ("What You See Is What You Get", que significa basicamente "o que se vê é o que se obtém"), geralmente com o suporte de um controle ActiveX ou um plug-in que traduz instruções graficamente introduzidas como "negrito" ou "itálico" nas tags correspondentes de HTML.
Em tais implementações, salvar uma edição corresponde ao envio de uma nova versão HTML da página ao servidor, embora o usuário seja preservado desse detalhe técnico, uma vez que o código é gerado automaticamente, de forma transparente. Usuários que não possuem o plug-in necessário podem, em geral, editar a página do mesmo modo, editando diretamente o texto em código HTML.
As instruções de formatação permitidas por um wiki variam consideravelmente, dependendo do mecanismo wiki utilizado.
Wikis simples permitem apenas a formatação básica, enquanto os mais complexos suportam tabelas, imagens, fórmulas, ou até elementos interativos, como votações e jogos. Por esse motivo, atualmente existe um esforço conjunto para definir um Wiki Markup Standard.

### Ligando e criando páginas
Wikis são verdadeiras mídias hipertextuais, com estrutura de navegação não linear. Cada página geralmente contém um grande número de ligações para outras páginas. Páginas com navegação hierárquica são frequentemente usadas em grandes wikis, mas não devem ser usadas. As ligações são criadas usando-se uma sintaxe específica, o chamado "padrão link".
Originalmente, a maioria dos wikis usava CamelCase como padrão link, produzido por palavras que começam com letras maiúsculas, sem espaço entre elas (a palavra "CamelCase" é em si um exemplo de CamelCase). Embora o CamelCase faça ligações muito facilmente, também cria ligações que são escritas de uma forma que se desvia da escrita padrão. Wikis baseados em CamelCase são instantaneamente reconhecíveis em um grande número de ligações com nomes como "TableOfContents" e "BeginnerQuestions".
Vale lembrar que, dentro de um universo wiki, não existem dois artigos com 'títulos' repetidos, pois faz parte da filosofia wiki utilizar-se da tecnologia de armazenamento para ajudar a eliminar ambiguidades. Ao mesmo tempo, é bom perceber que o wiki tem a sensibilidade de distinguir letras maiúsculas de minúsculas como distintas para o armazenamento. Além disso, a própria ambiguidade do idioma utilizado pode, facilmente, gerar artigos repetidos, até mesmo com títulos extremamente parecidos, diferenciados apenas pelo caps (inglês para "maiúsculas e minúsculas", observado na maioria dos teclados ocidentais).

### Controle de usuários
A ideia por trás de controlar usuários é diretamente relacionada ao tamanho do universo gerado pelo wiki. Quanto mais pessoas estiverem usando o wiki, menor deveria ser a necessidade de níveis de controle, pois o controle é fornecido pela própria sociedade. Mas o controle sempre se faz necessário, em pelo menos dois níveis: gerenciamento e utilização.
Dessa forma, um wiki muito pequeno costuma ter a necessidade de adicionar um controle que impede autores anônimos para evitar vandalismo. Por outro lado, a maioria dos wikis públicos, que costumam ser grandes, dispensa qualquer tipo de registro.
De todo modo, muitos dos principais mecanismos wiki (incluindo MediaWiki, MoinMoin, UseModWiki e TWiki) têm como limitar o acesso à publicação. Alguns mecanismos wiki permitem que usuários sejam banidos do processo de edição pelo bloqueio do seu endereço particular na Internet, o endereço IP, ou, quando disponível, o seu nome de usuário. Ainda assim, muitos provedores de acesso à Internet atribuem endereços IP diferentes para cada usuário registrado, então o banimento de IP pode ser superado facilmente. Para lidar com esse problema, embargos temporários de IP são utilizados ocasionalmente e estendidos a todos os endereços IP dentro de um determinado âmbito, assegurando, deste modo, que um vândalo não consiga editar páginas durante um certo tempo; entende-se que isso seja uma barreira suficiente. Pode, contudo, impedir alguns usuários não problemáticos — que venham do mesmo servidor de acesso à Internet — de utilizar o serviço durante o período de embargo.
Uma defesa comum contra vândalos persistentes é deixá-los desfigurar tantas páginas quanto desejarem, sabendo que podem ser facilmente rastreadas e revertidas depois que o vândalo saia. Essa política pode revelar-se pouco prática, no entanto, face a sistemáticas fraudes resultantes de raiva ou frustração.
Como uma medida de emergência, alguns wikis permitem que o banco de dados seja alterado para o modo apenas-leitura, enquanto outros adotam uma política em que apenas usuários que tenham sido registrados antes de algum corte arbitrário possam editar. Em geral, qualquer prejuízo infligido por um "vândalo" pode ser revertido rápida e facilmente. Mais problemáticos são os erros sutis que passam despercebidos, como a alteração de datas de lançamento de álbuns e discografias na Wikipedia.

#### Exemplos
Para demonstrar como o wiki essencialmente precisa de somente dois níveis de controle, podem ser traçados alguns paralelos dentre as três áreas de estudos científicos (exatas, biológicas e humanas), o que facilita a visualização.
Um paralelo com o funcionamento de um computador simples, como uma calculadora, por exemplo, pode-se imaginar o wiki como o próprio computador e o processador que executa o controle, enquanto o resto da calculadora a mantém funcionando, fornecendo entradas e saídas de dados em dois dispositivos diferenciados para o processador.
Análogo ao funcionamento de uma célula viva, pode-se imaginar o wiki como sendo a própria célula e o núcleo faz o gerenciamento de tudo que acontece dentro, enquanto o resto da célula, o núcleo inclusive, se utiliza dos recursos disponibilizados através da membrana externa (membrana plasmática) entre outros componentes da célula que executam múltiplas funções para mantê-la viva.
Comparado com o funcionamento de uma sociedade, pode-se imaginar o wiki como sendo a própria sociedade e o núcleo seria o governo, que cria a quantidade de regras que forem sendo necessárias para manter a sociedade funcionando com base na vida e dentro das possibilidades oferecidas pela própria sociedade e pelo ecossistema.
No ambiente da Educação Corporativa, diversas organizações estão utilizando esta tecnologia, como por exemplo, o Banco do Brasil e sua Universidade Corporativa utilizam em larga escala a Tecnologia Wiki.